# Чэнь Чанхао
Чэнь Чанха́о (кит. упр. 陈昌浩, пиньинь Chén Chānghào; псевдоним: Сангму; 18 сентября 1906, Ханьян — 30 июля 1967, Пекин) — китайский партийный, военный и государственный деятель. Входил в состав  группы 28 большевиков. Занимал высокий пост у командующего 4-м корпусом Красной Армии Китая Чжан Готао. Выпускник Коммунистического университета трудящихся Китая.

## Биография
Чэнь Чанхао сыграл значимую роль в истории Китая. Родился он 18 сентября 1906 года. В 1926 году поступил в Центрально-китайский педагогический университет, в 1927 году перевелся в Уханьский Университет. В том же году вступил в Коммунистический союз молодежи Китая. После Шанхайской резни 1927 года  уехал в Москву. Там он поступил в Университет трудящихся Китая имени Сунь Ятсена. В годы учебы в Москве близко познакомился с Ван Мином, Бо ГУ и другими китайскими студентами, позднее вошедшими, как и он, в группу 28 большевиков.
14 ноября 1930 года вместе с Шэнь Цзэминем он вернулся в Китай. В конце 1930 года Чэнь вступил в члены китайской Коммунистической партии. В 1931 году на четвертом пленарном заседании Коммунистической партии Китая он выступал сторонником Ван Миня. В ноябре этого же года был назначен политическим комиссаром Красной четвертой армии. Чэнь принимал участие в чистке рядов Красной армии, в ходе которой более 2500 солдат и офицеров были расстреляны за «контрреволюционную» деятельность.
В 1925 году, после смерти Сунь Ятсена, лидером Гоминьдана был руководитель военных формирований Чан Кайши. В 1926 году Чан Кайши сосредоточил в Гоминьдане в своих руках военную и политическую власть, провозгласил создание Национальной революционной армии. Для восстановления единства страны военным путём он организовал «Северный поход». В 1927 году возник  конфликт между Гоминьданом и коммунистами. Цели этих политических сил были различными, что привело к расколу. Чан Кайши решил покончить с коммунистами. В 1927 году в Китае началась Гражданская война, длившаяся с перерывами около 23 лет. Чан Кайши послал войска в южные области Китая, где закрепились коммунисты. В 1931–1934 годах Китайская Красная армии отразила четыре нападения войск Чан Кайши.  В этих боях участвовал и Чэнь Чанхао. В январе 1934 года Чэнь Чанхао был избран кандидатом в члены Центрального Комитета партии.
Пятый карательный поход весной 1934 года Чай Канши был направлен против Центрального советского района, где располагалась столица Китайской Советской Республики город Жуйцзинь. Коммунисты приняли решение переместить основные силы на север страны, чтобы получать помощь от Советского Союза.  При движении на север силы коммунистов разделились на западную колонну под командованием Чжу Дэ и Чжан Готао и восточную колонну под командованием Сюй Сянцяня и Чэнь Чанхао. В состав восточной колонны вошел и Мао Цзэдун. Из-за разлива рек западная колонна  повернула назад. Осенью 1936 года войска Чжан Готао были разбиты войсками Чан Кайши и мусульманскими отрядами «клики Ма». Чжан Готао перешёл на сторону Гоминьдана. В октябре 1935 года Красная Армия заняла город Ваяобао, остановив на время гражданскую войну.
В марте 1937 года Чень вернулся в Яньань.
В последующем Чень работал преподавателем в Центральной партийной школе Коммунистической партии Китая и контр-японском военно-политическом университете. В августе 1939 года был отправлен в СССР на «лечение». В 1941 году участвовал в битве за Москву против немецких войск, внес вклад в восстановление города. С 1943 по 1952 год Чэнь занимался переводами сочинений В. И. Ленина, создавал русско-китайский словарь, который впоследствии стал учебником для китайских студентов, изучающих русский язык.
В 1952 году вернулся в Китай, был назначен заместителем декана Центрального института марксизма-ленинизма. В 1953 году стал заместителем директора партийного Бюро переводов. В годы культурной революции был репрессирован. В июле 1967 года покончил жизнь самоубийством путём отравления. Был реабилитирован 21 августа 1980 года.

## Семья
Чэнь Чанхао был четыре раза женат.
- Первая жена: Лю Хузхен (Xiuzhen), от нее имел двух сыновей Чэнь Зуз и Чэнь Зутао.
- Вторая жена: Чжан Циньцю, красный командир, член группы 28 большевиков. В 1968 году покончила жизнь самоубийством.
- Третья жена: Граня (русская, развелись в 1960 году), имел сына Чэнь Зумо.
- Четвертая жена: Ли Менг (поженились в июле 1965 года).